# The Three Horseshoes
The Three Horseshoes (magyarul: A három patkó) kocsma, egykori fogadó a walesi Monmouthban, a Monnow folyó jobb partján, az Overmonnow városrészben. Az épület II. kategóriás brit műemléknek (British Listed Building) számít 1974. augusztus 15. óta. A fogadó a 19. században épült, két szintes, előtetős bejárattal, aszimmetrikus homlokzatkiosztással, palatetővel.

## Története
A fogadót az 1880-as években alapította William Philips kovácsmester az 1859-ben alapított műhelye közelében. A fogadó neve arra utal, hogy Philips a városon áthaladó szekerek lovai elveszett patkóinak pótlására alapozta üzletét. Az 1920-as évek második felében Victor Mackie lóidomár használta a fogadó udvarát. Az épületben jelenleg kocsma működik. 

## Fordítás
- Ez a szócikk részben vagy egészben  a   The Three Horseshoes, Monmouth című angol Wikipédia-szócikk ezen változatának fordításán alapul.  Az eredeti cikk szerkesztőit annak laptörténete sorolja fel. Ez a jelzés csupán a megfogalmazás eredetét és a szerzői jogokat jelzi, nem szolgál a cikkben szereplő információk forrásmegjelöléseként.